# Saint-Benoît (Vienne)
Saint-Benoît is een gemeente in het Franse departement Vienne (regio Nouvelle-Aquitaine). Saint-Benoît telde op 1 januari 2022 7.306 inwoners, die Sancto-Bénédictin(e)s worden genoemd. De plaats maakt deel uit van het arrondissement Poitiers en van het gemeentelijk samenwerkingsverband Communauté d'Agglomération du Grand Poitiers.

## Geschiedenis
De plaats is ontstaan als Quinciacum, later in het Frans Quinçay, ten noorden van de Saint-Benoîtabdij, die werd gesticht in de 7e eeuw. De abdijkerk werd gebouwd in de 11e eeuw. De abdij leed veel schade in 1569 toen de leider van de hugenoten, Gaspard de Coligny, er zijn hoofdkwartier vestigde tijdens het beleg van Poitiers. De abdij herstelde zich niet en werd na 1760 gesloten. De abdijkerk werd parochiekerk.
Tot in de 19e eeuw was Saint-Benoît een landbouwdorp; vooral de wijnbouw was belangrijk. Vanaf de 16e eeuw vestigden rijke inwoners van Poitiers hier hun buitenverblijven. Door de komst van de spoorweg en de verbeterde wegverbindingen is het noorden van de gemeente, dat grenst aan Poitiers, verstedelijkt. In 1852 werd de spoorlijn Parijs-Bordeaux geopend. In 1857 kwam er ook een spoorverbinding naar La Rochelle en in 1867 naar Le Dorat. In 1896 kwam er ook een stoomtram tussen Poitiers en Saint-Martin-l'Ars. Hiervoor werd een 328 meter lang viaduct aangelegd. In 1912 kwam er industrie in de gemeente met een fabriek van Saint-Gobain.

## Geografie
De oppervlakte van Saint-Benoît bedroeg op 1 januari 2022 13,58 vierkante kilometer; de bevolkingsdichtheid was toen 538 inwoners per km².
Saint-Benoît ligt op een hoogte tussen 72 en 136 meter. De dorpel van het gemeentehuis ligt op 79 meter hoogte. Door de gemeente stromen de Clain en zijn zijrivier, de Miosson. De rivieren slingeren zich door diep uitgesleten valleien. Saint-Benoît grenst in het noorden aan Poitiers, waarvan het een voorstad is. De ringweg (rocade) rond Poitiers loopt door de gemeente en snijdt de wijk L'Ermitage af van de rest van Saint-Benoît.
De onderstaande kaart toont de ligging van Saint-Benoît met de belangrijkste infrastructuur en aangrenzende gemeenten.

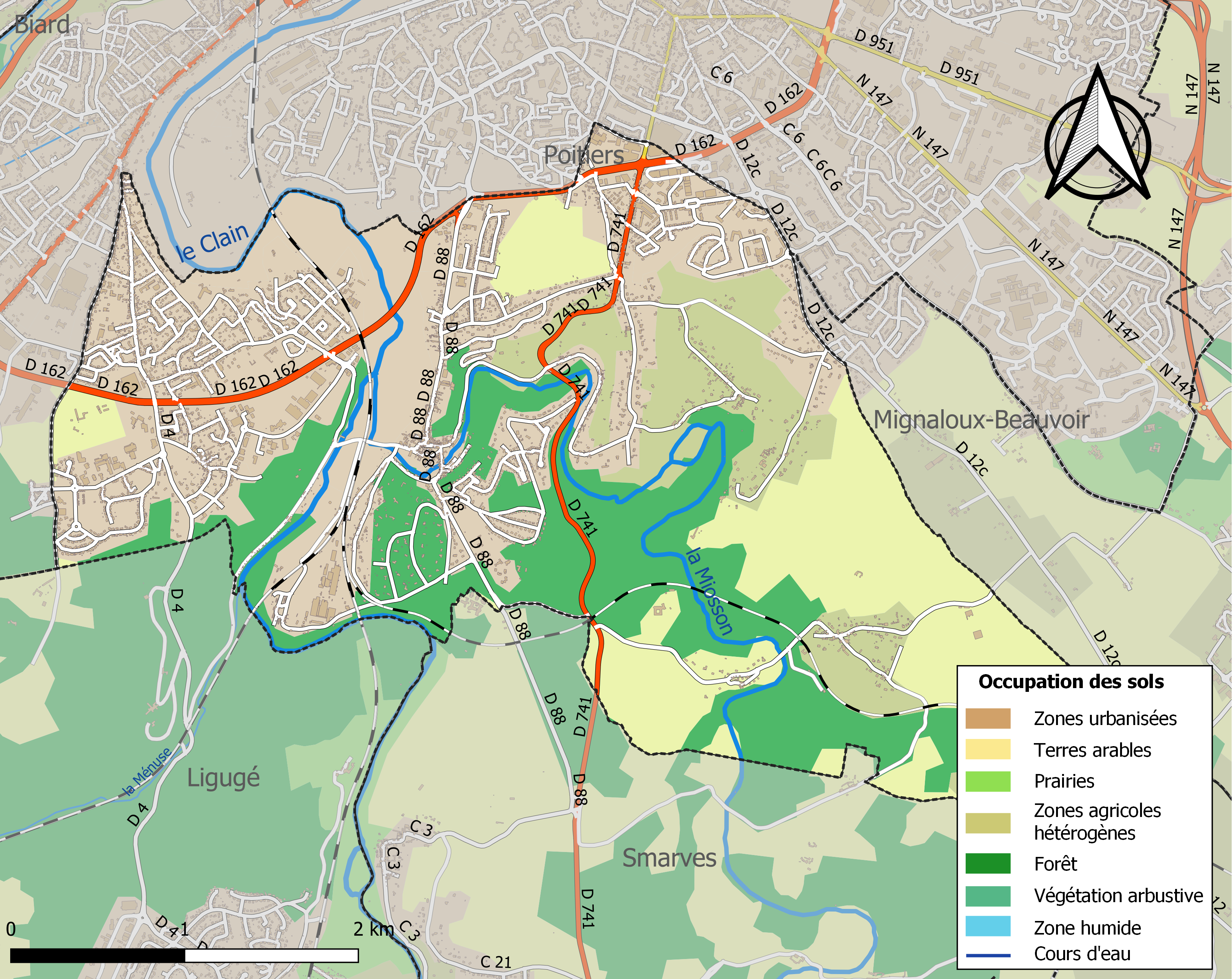

## Demografie
Onderstaande figuur toont het verloop van het inwonertal (bron: INSEE-tellingen).

## Bezienwaardigheden
- Arcs de Parigny in de wijk L'Ermitage, resten van een van de drie Romeinse aquaducten die Poitiers (Lemonum) van water voorzagen;
- Voormalige Saint-Benoîtabdij;
- Sainte-Croixabdij in het gehucht La Cossonnière, vrouwenklooster sinds 1965 gevestigd in een voormalig jezuïetenklooster met een moderne kloosterkerk.[3]

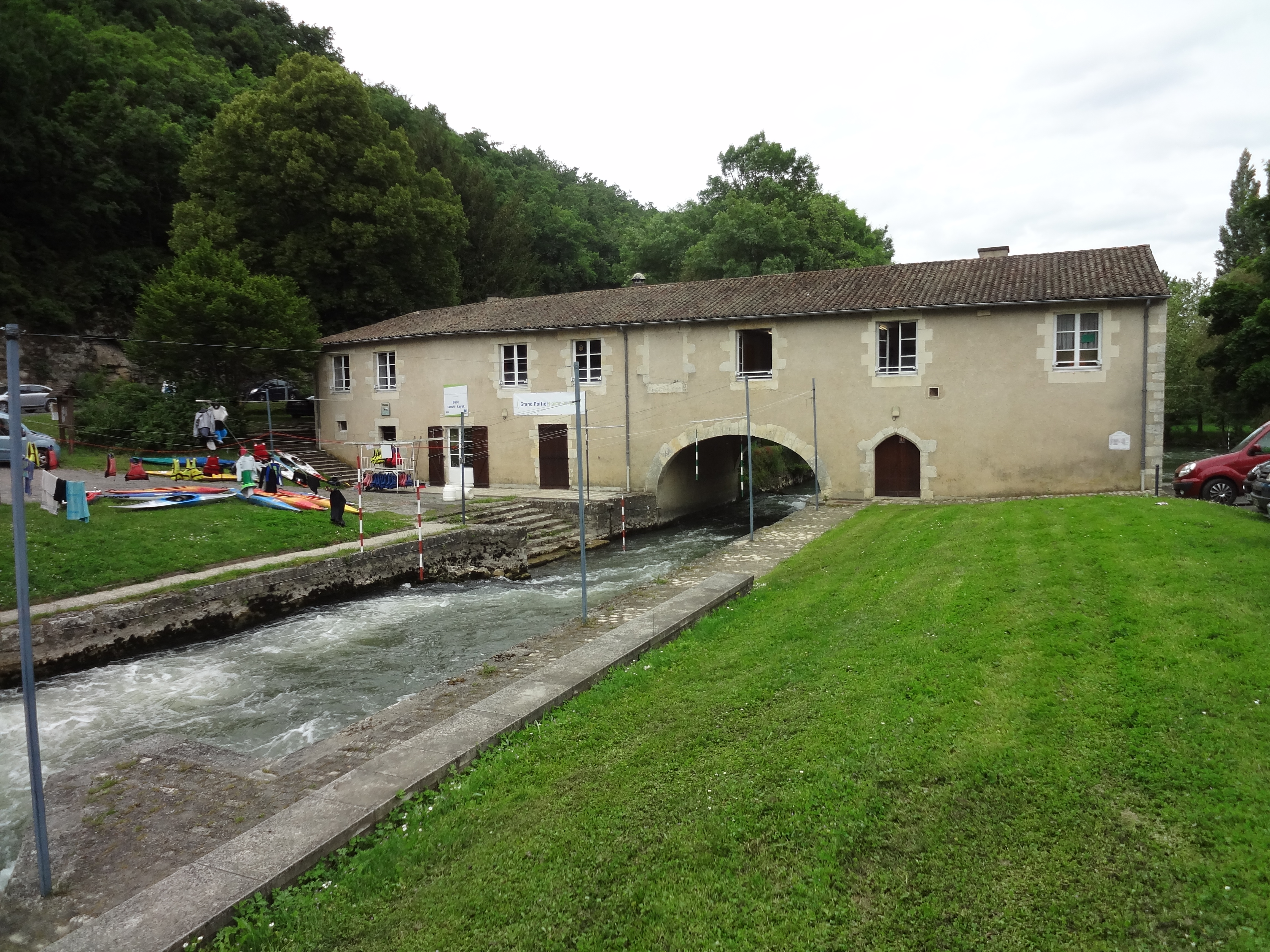
Watermolen op de Clain, een voormalig bezit van de Saint-Benoîtabdij
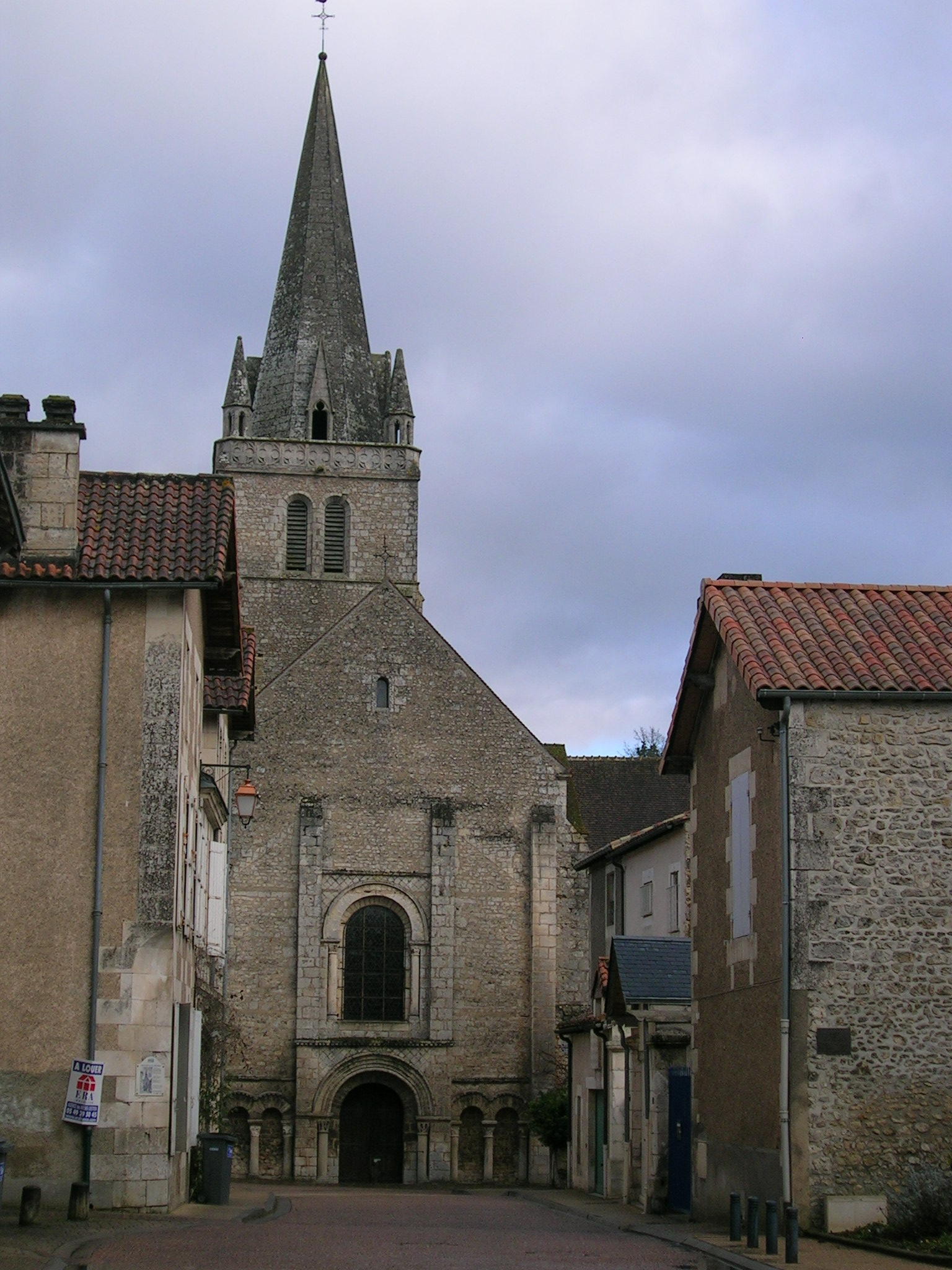
Voormalige abdijkerk
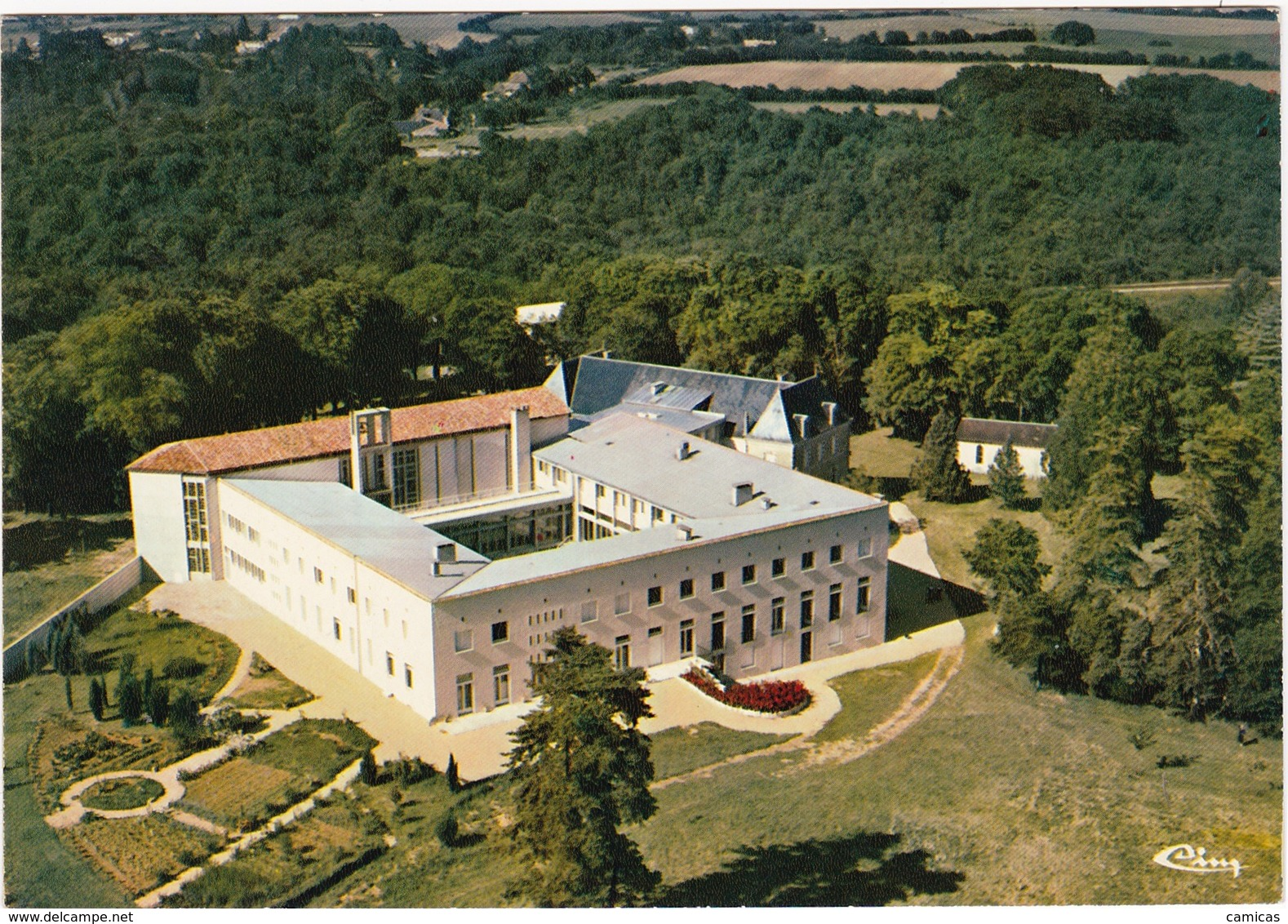
Sainte-Croixabdij
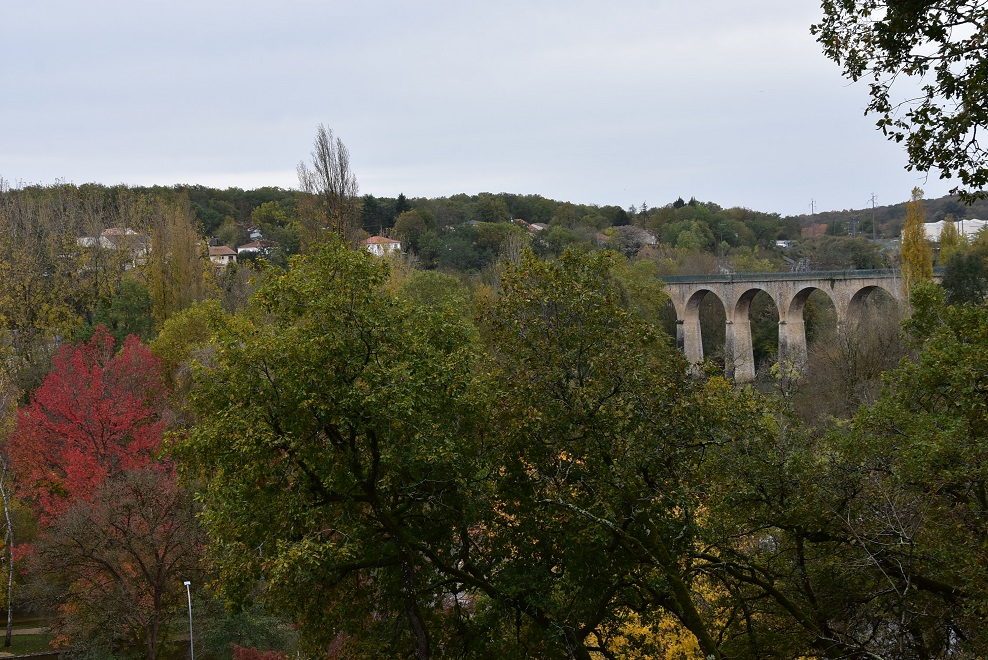
Viaduct